# Slovenske železnice

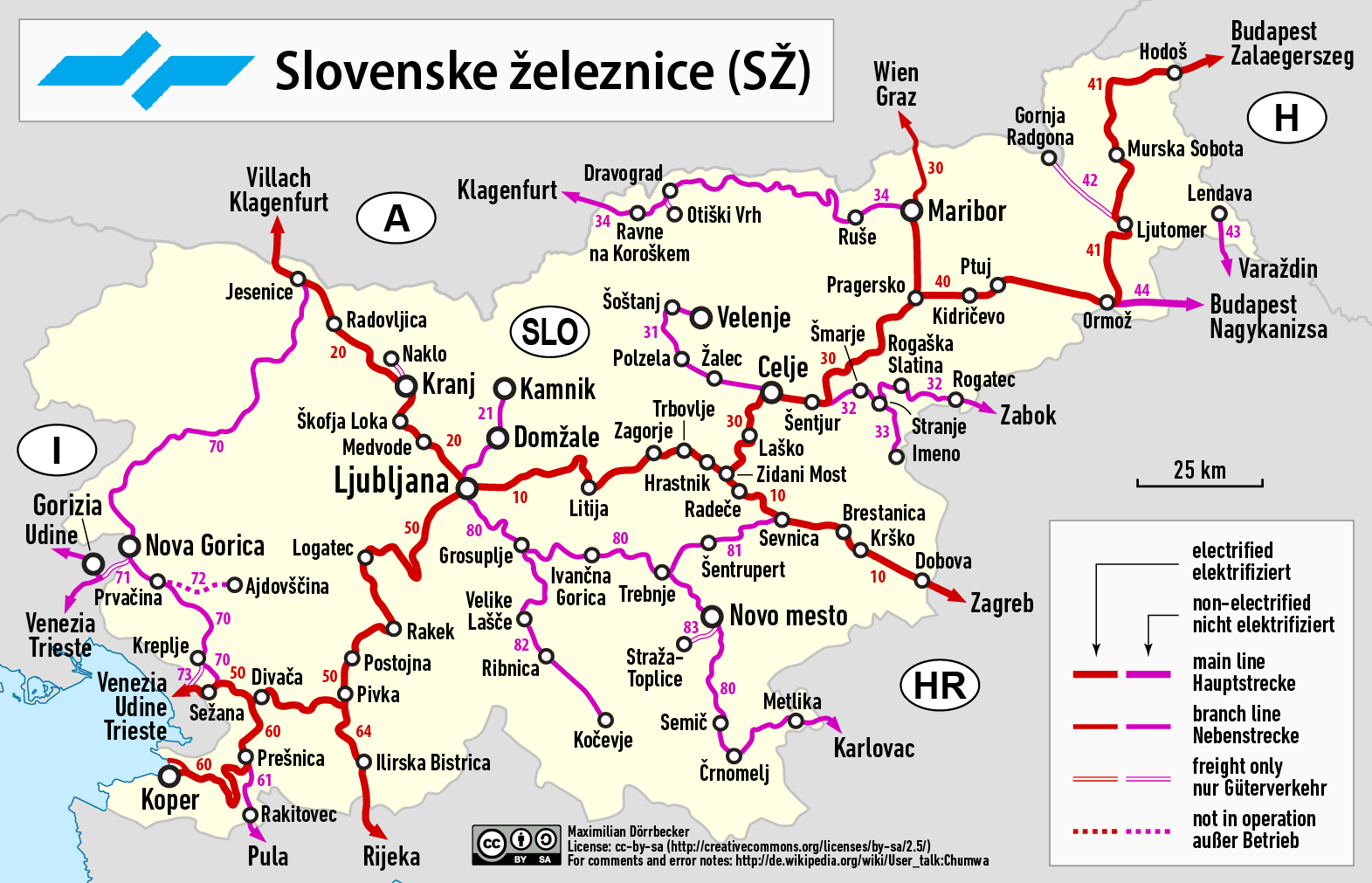

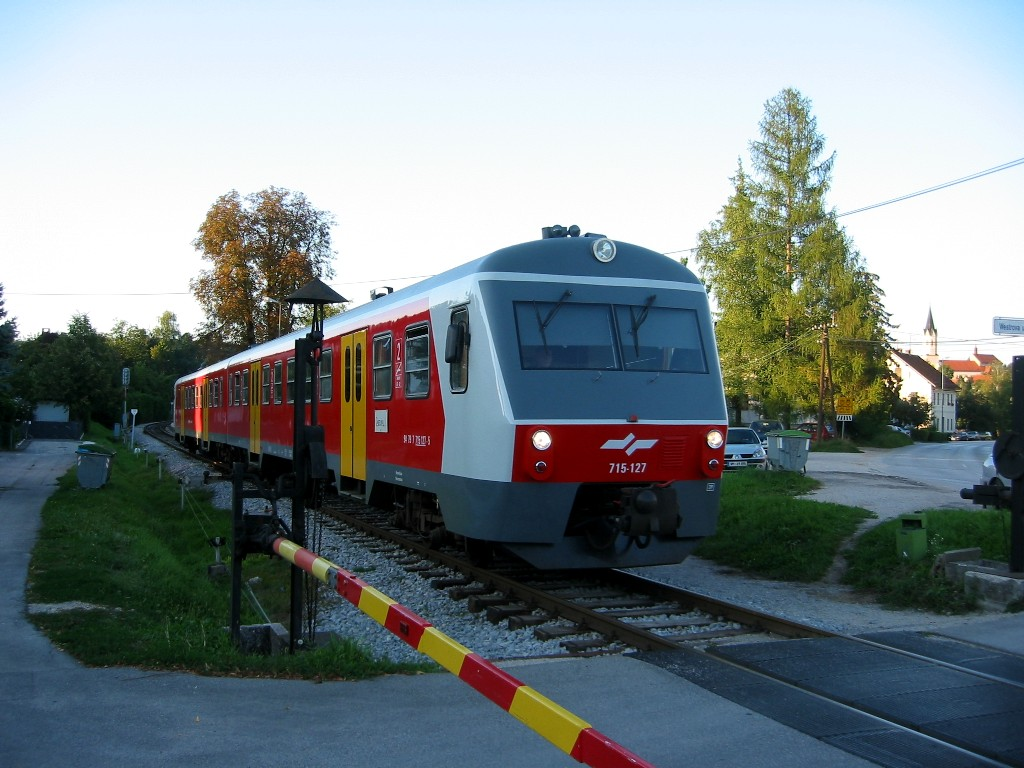
Dieseltrein SŽ 715-127

Slovenske železnice (SŽ) (Sloveense spoorwegen) is de nationale staatsspoorwegmaatschappij van Slovenië. Het bedrijf werd opgericht in 1991. De basis werd gevormd door de vestiging in Ljubljana van de Jugoslovenske železnice.

## Geschiedenis
Het eerste baanvak in Slovenië dat werd opengesteld voor treinverkeer, was onderdeel van de Südliche Staatbahn van de toenmalige Donaumonarchie. Doel was een verbinding te maken tussen de hoofdstad Wenen en de belangrijkste havenstad Triëst. Het eerste onderdeel in Slovenië was de verbinding tussen Graz en Maribor, opengesteld in 1844. Op 2 juni 1846 werd de spoorlijn geopend tussen Šentilj en Celje, het is een van de oudste trajecten van het Europese vasteland. In 1849 werd het spoor via Zidani Most verlengd naar Ljubljana. Pas in 1857 werd Triëst bereikt, met een dubbelsporige spoorlijn via Postojna, Pivka en Divača.

## Netwerk
Het huidige netwerk van de Sloveense spoorwegen beslaat 1288 kilometer, waarvan 506 kilometer geëlektrificeerd is. Daarnaast is 331 kilometer dubbelspoor. In Slovenië rijden de treinen op 3 kV gelijkspanning, in tegenstelling tot in buurland Kroatië, waar 25 kV wisselspanning wordt gehanteerd. Doorgaande grensoverschrijdende treinen naar Zagreb moeten daarom in Dobova van locomotief wisselen.